# Estopa X Anniversarivm (àlbum)
Estopa X Anniversarivm és l'àlbum que Estopa va gravar amb motiu dels seus 10 anys en el món de la música, publicat el 17 de novembre del 2009.

## Contingut
L'àlbum va acompanyat d'un còmic sobre ells per commemorar els seus deu anys sobre els escenaris. El còmic rebrà el nom d'Ultimate Estopa i arribarà de la mà de la editorial Panini. Inclou a més una bandera i un pòster del primer concert del grup.
El primer CD compta amb 13 col·laboracions especials d'artistes que canten amb Estopa les seves cançons més significatives. El segon CD compta amb 11 remescles i una inèdita de les seves cançons més significatives.
L'àlbum conté dos DVD's: El primer d'ells conté els 24 videoclips realitzats per Estopa en aquests deu anys, incloent alguns enregistraments en directe. El segon s'obre amb una TV Movie que porta per títol regreso a la espanyola, per Andreu Buenafuente, que repassa la carrera d'Estopa a través dels amics i companys de José i David. El presentador parla amb ells sobre els inicis d'Estopa i inclou un concert acústic gravat al bar «La Espanyola» de Cornellà el 27 de setembre del 2009. Aquest DVD conté a més la gravació del seu primer gran concert de 50 minuts enregistrat el 2 de desembre de 2000 al Palau dels Esports de Madrid, que només s'havia publicat en format VHS.

## Llista de cançons
| Núm. | Títol                                           | Durada |
| ---- | ----------------------------------------------- | ------ |
| 1.   | «El run run» (amb Rosario)                      | 3:25   |
| 2.   | «Fuente de energía» (amb El Canto del Loco)     | 4:10   |
| 3.   | «No quiero verla más» (amb Macaco)              | 3:17   |
| 4.   | «Tu calorro» (amb Muchachito Bombo Infierno)    | 3:47   |
| 5.   | «Ya no me acuerdo» (amb Ana Belén)              | 2:49   |
| 6.   | «Cacho a cacho» (amb Rosendo)                   | 3:11   |
| 7.   | «Era» (amb Joan Manuel Serrat)                  | 3:18   |
| 8.   | «Cuerpo triste» (amb Ojos de Brujo)             | 3:31   |
| 9.   | «Demonios» (amb El Bicho)                       | 4:20   |
| 10.  | «Como camarón» (amb Joaquín Sabina)             | 3:22   |
| 11.  | «Luna lunera» (amb Chambao)                     | 4:04   |
| 12.  | «El del medio de los Chichos» (amb Los Chichos) | 3:47   |
| 13.  | «Tan solo» (amb Albert Pla)                     | 4:57   |

| Núm. | Títol                                                          | Durada |
| ---- | -------------------------------------------------------------- | ------ |
| 1.   | «Hemicraneal» (Remescla de Carlos Jean)                        | 4:42   |
| 2.   | «Cuando amanece» (Remescla de Nigel Walker)                    | 3:26   |
| 3.   | «Cuando cae la luna» (Remescla de Fernando Montesinos)         | 3:19   |
| 4.   | «Me falta el aliento» (Remescla de Fernando Illán)             | 3:47   |
| 5.   | «Vino tinto» (Remescla de Bori Alarcón)                        | 3:14   |
| 6.   | «La raja de tu falda» (Remescla de Alejo Stivel)               | 3:23   |
| 7.   | «Exiliado en el lavabo» (Remescla de Leiva (Pereza))           | 3:42   |
| 8.   | «Malabares» (Remescla de Javier Limón)                         | 3:45   |
| 9.   | «Pastillas de freno» (Remescla de Eugenio Muñoz)               | 4:39   |
| 10.  | «Descatalogando» (Remescla de Tino di Geraldo)                 | 4:21   |
| 11.  | «Era» (Remescla de Suso Saiz)                                  | 4:18   |
| 12.  | «Vacaciones (bonus track)» (Remescla d'Estopa (Ells mateixos)) | 3:24   |

## Posició en llistes
| Llistes (2010)       | Millor posició |
| -------------------- | -------------- |
| Espanya (PROMUSICAE) | 1              |

## Certificacions
| País    | Organisme certificador | Certificació | Vendes certificades | Ref   |
| ------- | ---------------------- | ------------ | ------------------- | ----- |
| Espanya | PROMUSICAE             | 2x Platí     | 80.000              | [ 4 ] |